# Joko Keren Stadium
Joko Keren Stadium – stadion piłkarski w mieście Keren w Erytrei. Swoje mecze rozgrywa na nim drużyna piłkarska Keren FC. Stadion może pomieścić 1000 widzów.